# Melanocharis versteri
El picabayas abanico (Melanocharis versteri) es una especie de ave paseriforme de la familia Melanocharitidae endémica de Nueva Guinea

## Descripción
El picabayas abanico es un pájaro de cola larga y pico corto, con una longitud corporal total de unos 15 cm. Presenta dimorfismo sexual. La hembra es más grande que el macho, una característica inusual para un paseriforme. El plumaje de los machos es negro con brillos azules en las partes superiores que contrasta con el blanco en las inferiores, mientras que las hembras tienen las partes superiores de color verde oliváceo y las inferiores blanquecinas.
Actualmente se encuentra clasificada como especie bajo preocupación menor en la Lista Roja de Especies Amenazadas de la UICN.

## Distribución y hábitat
Su hábitat natural son los bosques montanos húmedos tropicales de la isla de Nueva Guinea, tanto en la zona perteneciente a Indonesia como en la de Papúa Nueva Guinea.